# Jubalândia

Bandeira da Jubalândia.

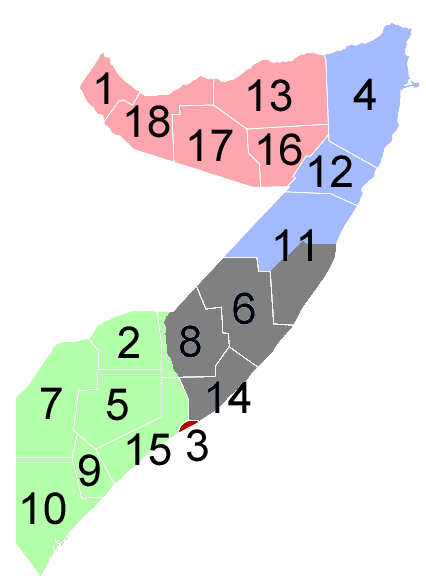
A Jubalândia compreende a maior parte das regiões da Somália de Gedo (7), Jubbada Dhexe (9) e Jubbada Hoose (10), em amarelo, ou seja, toda a área localizada entre a margem oeste do rio Juba e a fronteira com o Quênia.

A Jubalândia (em somali: Jubbaland) ou Vale do Juba (somali: Dooxada Jubba), anteriormente Trans-Juba (em italiano: Oltre Giuba), é uma área localizada no extremo sudoeste da Somália, entre a margem oeste do rio Juba (por isso o nome Trans-Juba) e a fronteira com o Quênia. Compreende a maior parte das regiões de Gedo, Jubbada Dhexe e Jubbada Hoose. 
A Jubalândia possui uma área total de 87 000 km² e, em 1926 possuia 120 000 habitantes. A cidade principal é Kismaayo, localizada no litoral, próxima a foz do rio Juba. A área foi habitada principalmente pelos Darod, clã nômade, mais especificamente pelo sub-clã Ogadeni, pelos subgrupos Harti (Majeerteen, Reer-Darwiish e Warsangali) e outros sub-clãs pertencentes aos clãs Dir e Hawiye.
Seguindo a secessão da Puntlândia, em julho de 1998, vários líderes regionais começaram a se preparar para a independência. Em 3 de setembro de 1998, sob Mohamed Said Hersi, conhecido como "General Morgan", Jubalândia foi declarada independente, sendo a cidade portuária de Kismaayo sua capital. Da mesma forma que o governo de Puntlândia, Mohamed Said Hersi declarou que Jubalândia voltaria a fazer parte de uma Somália unida, quando a paz voltasse.
No final de agosto de 2006, a União das Cortes Islâmicas (ICU), tomou o controle de toda a região de Jubbada Dhexe e Jubbada Hoose, incluindo a cidade de Kismaayo, e estabeleceu sua própria administração. A Aliança do Vale do Juba (JVA) passou a governar apenas em Gedo, sofrendo uma série de derrotas e rendições de seus comandantes e milícias. Entretanto, no final de dezembro de 2006 o JVA, agora incorporado ao Governo Transicional Federal (TFG), com a apoio militar da Etiópia, retomou o Vale do Juba. Em 1 de janeiro de 2007, Kismayo foi reconquistada pelo TFG e forças etíopes.